# JR北海道789系電車
789系電車（789けいでんしゃ）は、北海道旅客鉄道（JR北海道）の交流特急用電車である。
2002年（平成14年）から2011年（平成23年）までの間に津軽海峡線向けに製造された0番台と、2007年（平成19年）に札幌都市圏向けに製造された1000番台がある。この2番台はそれぞれ相違点が多いため、本稿では共通部分を除き、それぞれ分けて記述することとする。

## 基本番台
東北新幹線の盛岡駅 - 八戸駅間延伸開業に伴う津軽海峡線の運転系統再編に合わせて、快速「海峡」で使用されていた50系・14系客車を置き換えるために登場したグループである。2002年（平成14年）から川崎重工業および東急車輛製造で製造された。

### 製作・増備の経緯（0番台）
1988年（昭和63年）3月13日の津軽海峡線（青函トンネル）開業以降、北東北 - 道南間の昼行列車は特急「はつかり」および快速「海峡」の2系統を主とする運行体制がとられてきたが、2002年（平成14年）12月1日の東北新幹線延伸開業（盛岡駅 - 八戸駅間）を契機に、八戸駅 - 青森駅 - 函館駅間の列車体系を再構築し、同区間の運転系統を特急列車として統一する方針が採られた。
当初は、道央地区のエル特急「ライラック」などで使用されていた781系電車の転用も検討されたが、20km以上におよぶ連続勾配や高湿度など青函トンネル内の過酷な走行条件を勘案した結果、新形式の特急形電車を開発する方針が採られ本系列が製造された。
2002年（平成14年）12月1日ダイヤ改正より、八戸駅 - 函館駅間の特急「スーパー白鳥」として営業運転を開始した。その後、2016年（平成28年）3月26日の北海道新幹線（新青森駅 - 新函館北斗駅間）開業に伴うダイヤ改正を機に基本編成は道央圏に転用され、2017年（平成29年）3月4日ダイヤ改正から老朽化した785系電車を置き換える形で札幌駅 - 旭川駅間の特急「ライラック」として再び営業運転を開始した。なお、付属編成は引き続き函館運輸所に残されたが、その後苗穂工場に回送された。

### 構造（0番台）
特に断りがない限り、以下は登場当初の仕様について記述する。
車体
車体はステンレスを用いた軽量構体で、運転台を含む前頭部のみ普通鋼製である。客用扉は、先頭車では片側2箇所、中間車では片側1箇所に設けられているが、中間車は2箇所に増設できるように準備工事がなされている。そのため、外板にはダルフィニッシュ加工が施された2.0mm厚の平板を用い、従来のステンレス車体に見られたビード加工はなされていない。車体傾斜装置は装備しないが、準備工事が施工されており、車体断面も同装置を持つキハ261系気動車と共通とされ、客室窓下辺から上方が台形状に窄まる形状となっている。前頭部の形状はキハ261系基本番台の意匠を基本とするが、中央下部はキハ283系気動車に類似する絞込みを大きくすることで軽快でスマートな形状としている。増解結を頻繁に行うことから前面に貫通扉を設け、車両間の通り抜けが容易に行える構造である。前照灯・補助灯はキハ261系基本番台の横配列から縦配列に変更された。標識灯は運転室の風防内に左右各1灯を設ける。正面の愛称表示器は幕式、車体側面の行先表示器は3色LED式である。
2両または3両単位の編成を複数組成して使用するため、中間車のうち編成の端になる車両には、構内運転のための簡易運転台を設ける。先頭車となる車両には車掌スイッチと連絡ブザーをドア横に設置する。
外部塗色は前頭部と客用扉を含む部分がJR北海道のコーポレートカラーである萌黄色（ライトグリーン）、前頭部の塗装境界部には青色の帯、客用扉の塗装境界部には津軽海峡の地形図をデザインした帯を配する。前頭部側面には "HEAT789"のロゴマークが配されている。
常時高湿かつ騒音の大きい環境の青函トンネルを走行するため、車体は板厚を増して防音防湿が図られているほか、客用扉などの気密性を強化している。また、トンネル内は12 ‰の勾配が続くことから、編成中の電動車の比率を高くして列車全体の出力を確保し、上りの勾配区間でも最高速度140 km/hでの連続走行を可能としているほか、電動車が故障して1M4T（5両編成時）となった時には限流値増スイッチを扱うことで15 ‰の上り勾配で起動可能な構成としている。また、同区間の下り勾配走行に備え、抑速装置として回生ブレーキを装備する。
| |  |
| 左：789系基本番台側面行先表示器（日本語）（2018年10月28日 / 札幌駅） 右：789系基本番台側面行先表示器（英語）（2018年10月28日 / 札幌駅） |  |

主要機器
| 車両形式         | 主変圧器     | 主変換装置                                               |
| ---------------- | ------------ | -------------------------------------------------------- |
| モハ789形200番台 | -            | IPM素子による 3レベルPWMコンバータ+2レベルPWMインバータ  |
| モハ788形100番台 | 走行風自冷式 | IPM素子による 3レベルPWMコンバータ+2レベルPWMインバータ  |
| モハ788形200番台 | 強制風冷式   | IGBT素子による 3レベルPWMコンバータ+2レベルPWMインバータ |

制御機器は731系電車のシステムを用いている。
モハ788形100番台および200番台には主変圧器と主変換装置、モハ789形200番台には主変換装置のみを搭載する。モハ788形に搭載された主変圧器で降圧され、モハ788形100番台は自車の主変換装置に、モハ788形200番台は自車および隣接するモハ789形200番台の主変換装置に電源を供給するシステムとなっている。主変換装置が台車制御であることを除いて各車両に搭載される機器は仕様が異なっており、右表に詳細を示す。
N-PS789形シングルアーム型パンタグラフを搭載する。かご形三相誘導電動機N-MT731形（定格出力：230 kW）を制御する。床下は防雪カバーで覆われ、車両端部の連結面直下にも着雪防止のカバーを設ける。

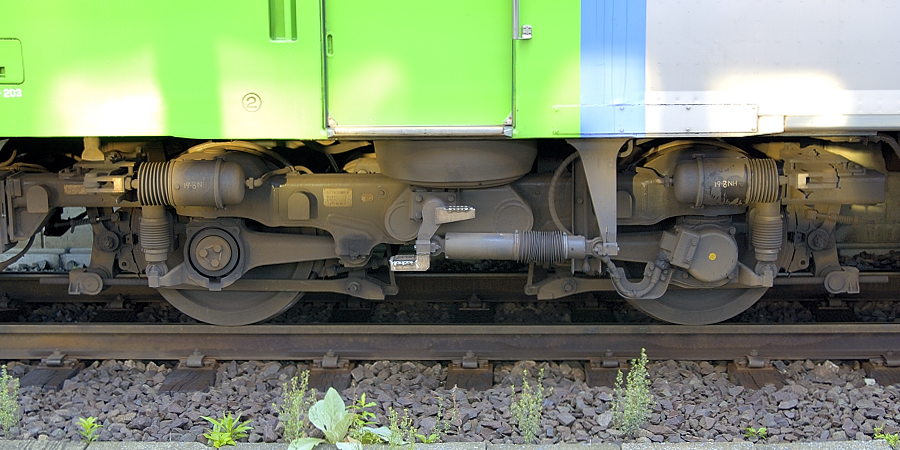
クハ789形のN-TR789形台車
（2007年10月 / 函館駅）

台車も731系電車のものを基本とした軸梁式ボルスタレス台車 N-DT789形・N-TR789形で、810 mmの小径車輪を採用することで車体床高さを低減させている。曲線での乗り心地を改善するために非線形ばね定数タイプの空気ばねを採用し、高さ調整弁の吸排気性能を向上させて曲線通過時の定常加速度を低減している。
車内設備
車内は青色の天井に両側照明が配置され、床の敷物はグレーを基調とした菱形模様となっている。窓は2席分の連続窓となっており、フリーストップタイプのカーテンを装備する。
座席はフリーストップ式のリクライニングシートで、普通車の座席表皮の色は赤色（偶数号車）または緑色（奇数号車）を主体とし、一部に青色をランダムに配置する構成としている。グリーン室の座席は通路を挟んだ横 1+2 列の3列配置とされ、表皮は青色の牛革張りで、大型の肘掛には難燃加工木材を用いている。
トイレは、洋式の共用トイレと男子小用トイレをクハ789形・クロハ789形・モハ789形に設置し、クロハ789形では車椅子対応の大型のものとしている。
なお、内外装デザインは、JR北海道と提携関係にあるデンマーク国鉄 (DSB) との共同制作である。

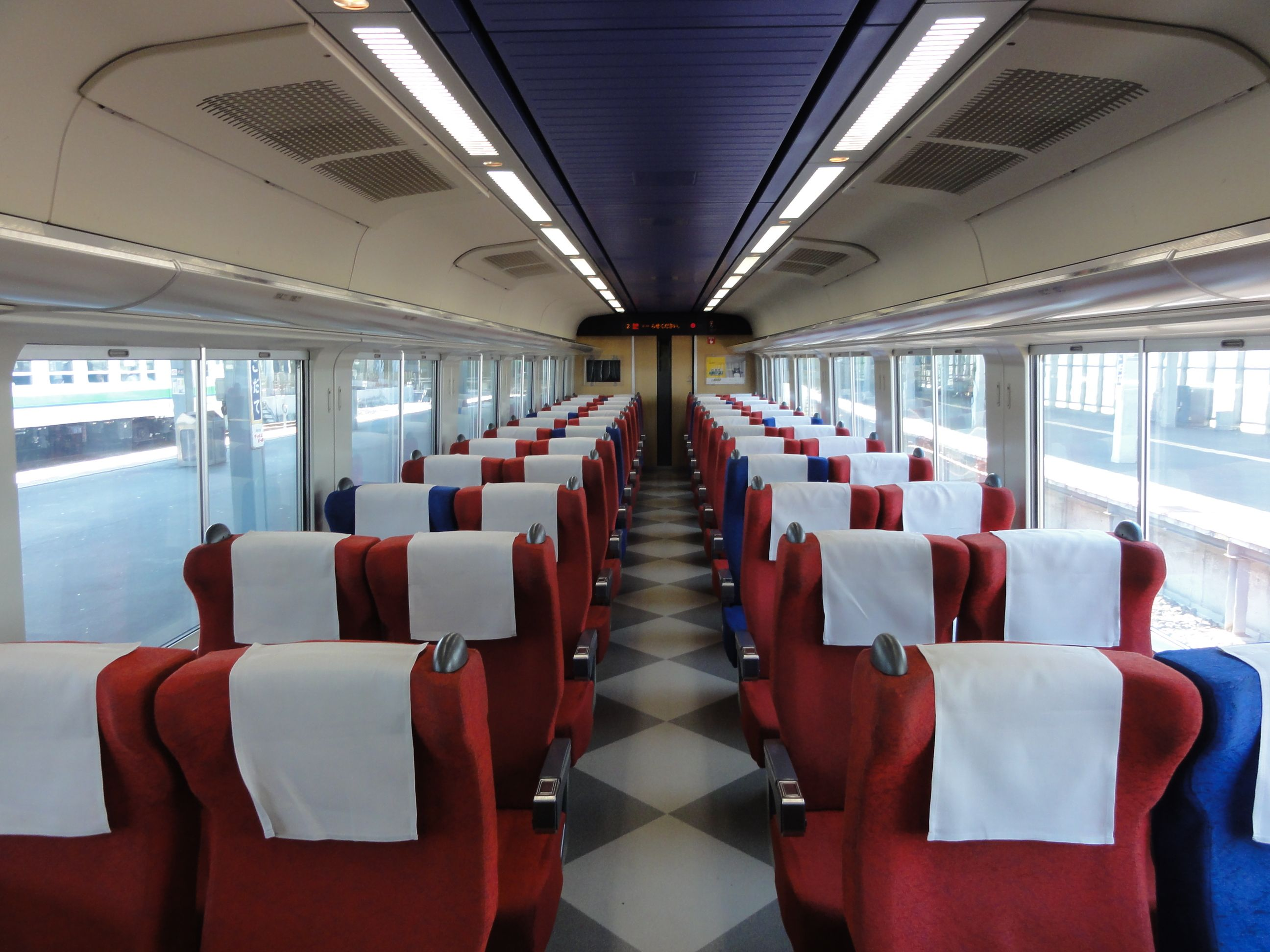
モハ788形100番台の車内（2011年8月）
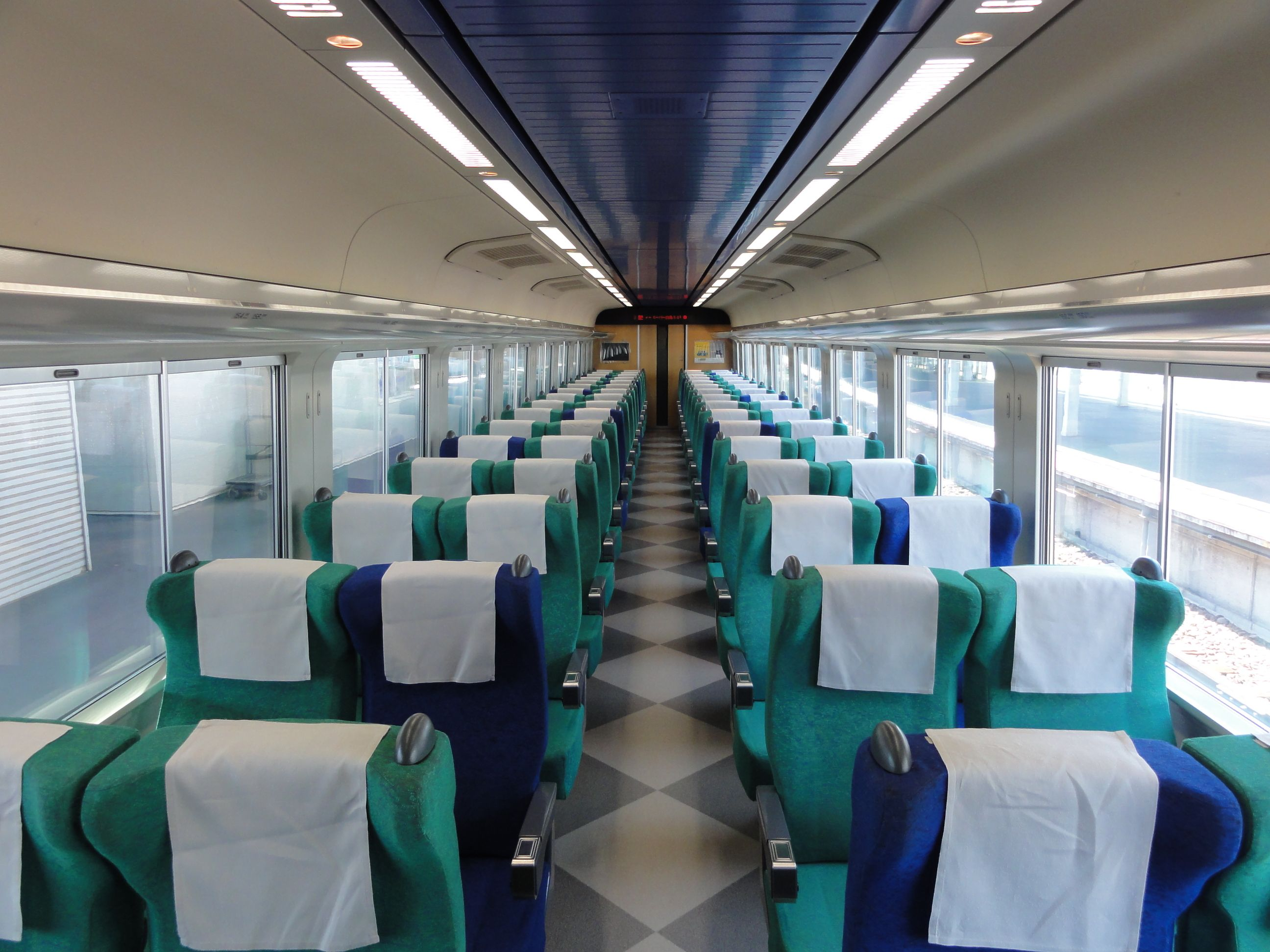
モハ789形200番台の車内（2011年8月）
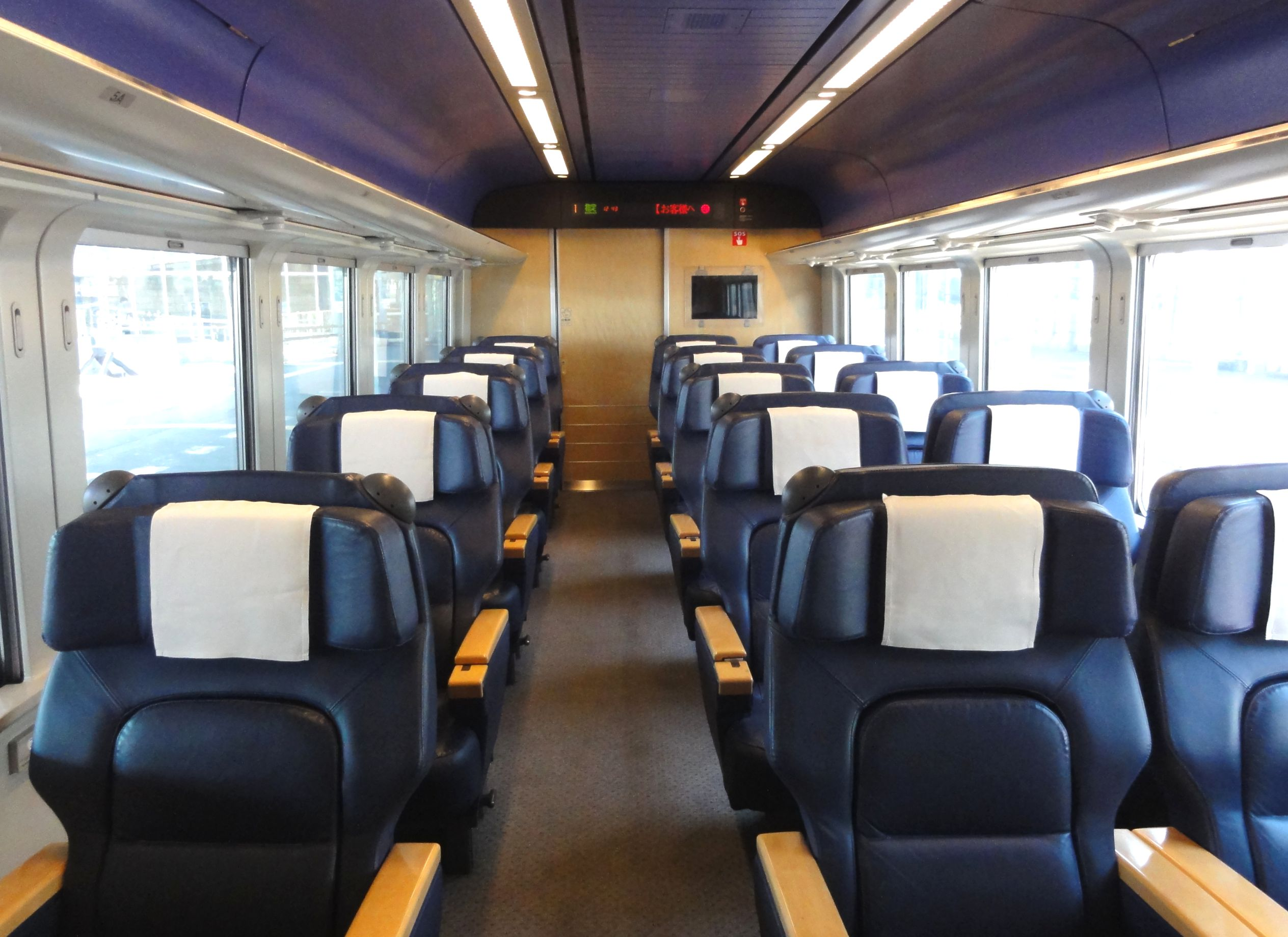
クロハ789形100番台・グリーン車内（2011年8月）
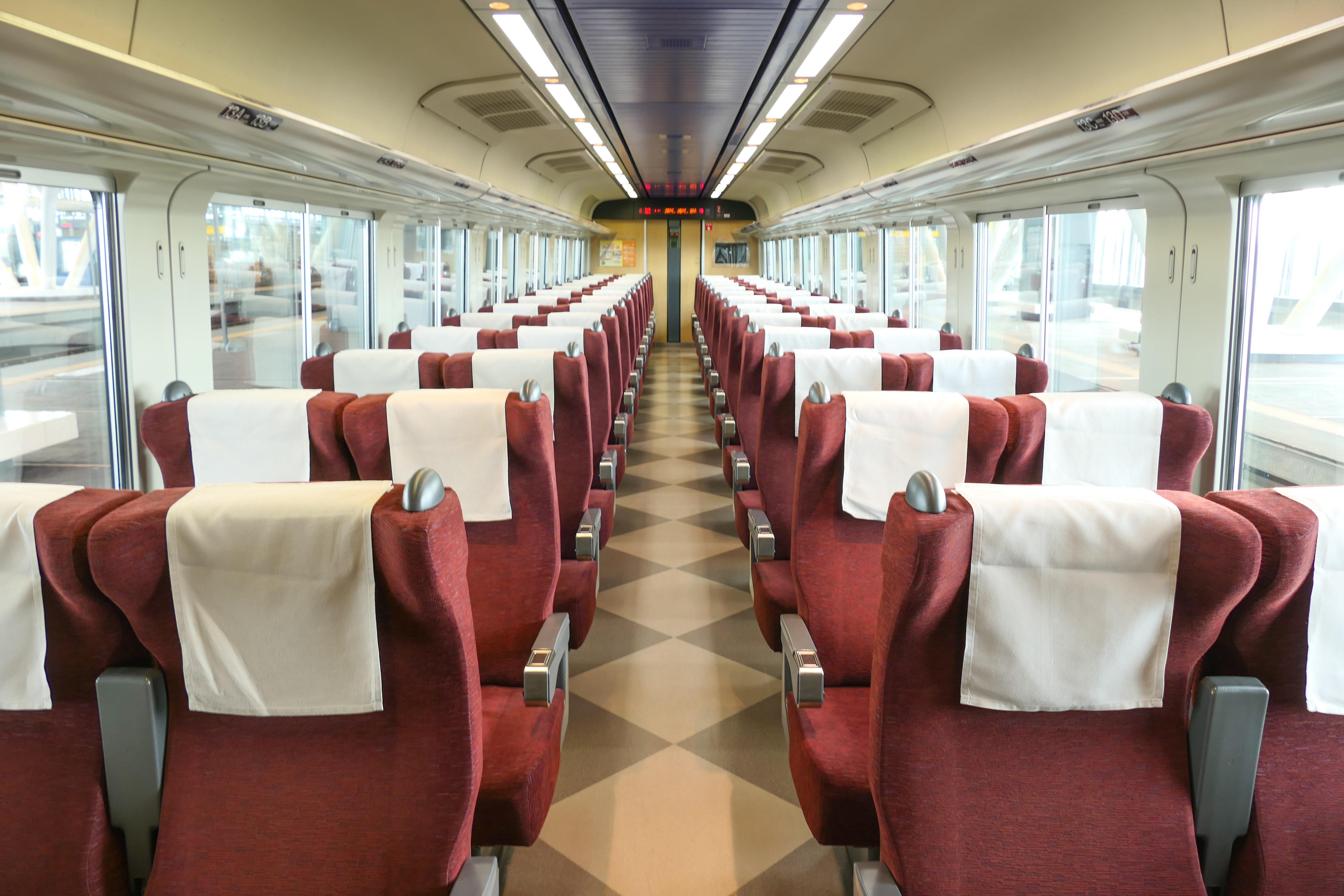
クハ789形200番台・座席交換後の普通車内（2021年5月）
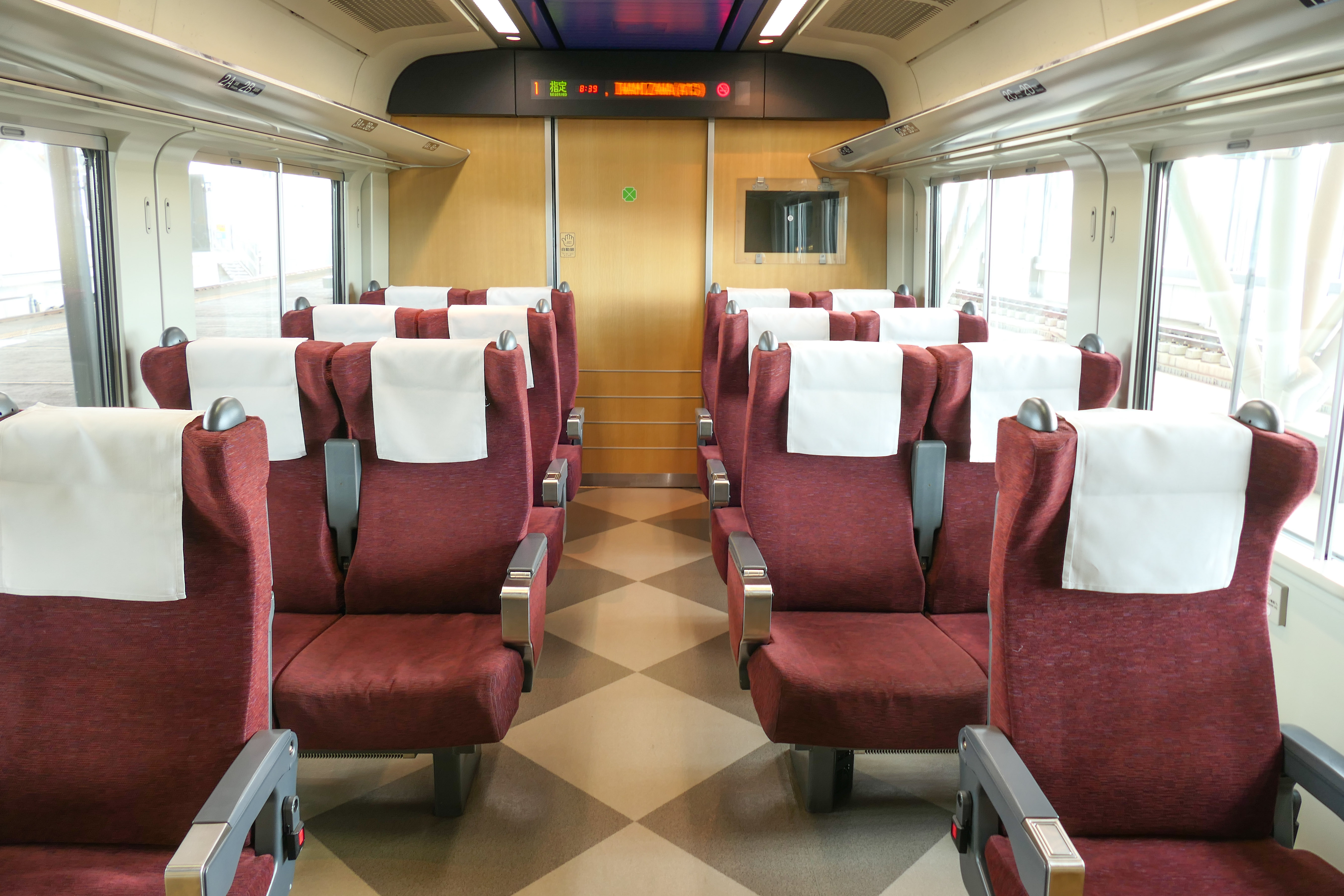
クロハ789形100番台・座席交換後の指定席車内（2021年5月）
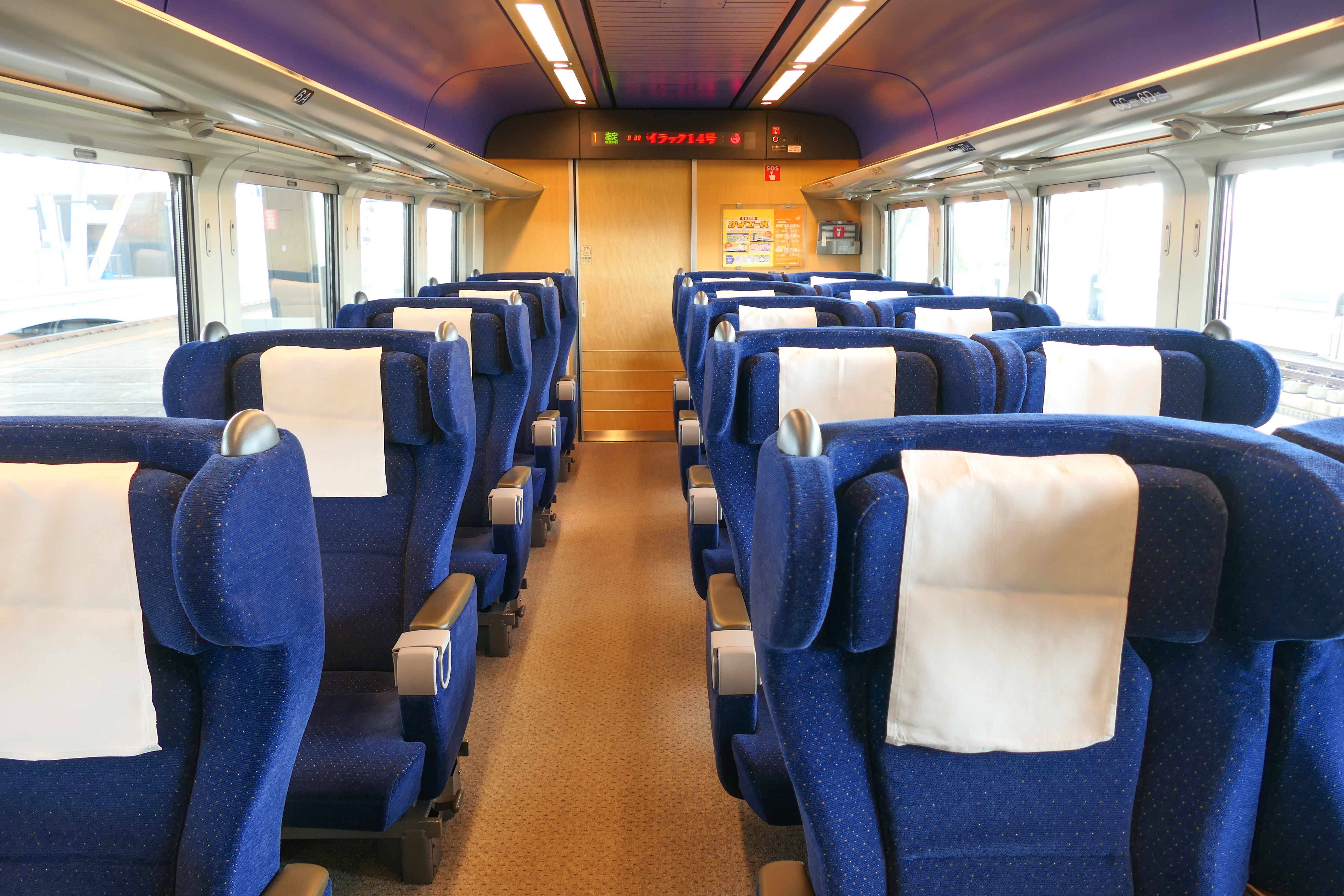
クロハ789形100番台・座席交換後のグリーン車内（2021年5月）

### 形式解説（0番台）
編成番号は2両・3両単位で付番され、車両番号に識別記号「HE」(  Hokkaido Express Advanced Train のHE)を冠し「HE-104」のように表す。全車が川崎重工業で製造された。
旭川（八戸・新青森・函館）向きでグリーン車・身障者対応設備を持つHE-100編成（3両編成）と、札幌（青森）向きのHE-200編成（3両編成）のユニットによる6両が基本組成である。このほか、増結用として青森向きのHE-300編成（2両編成）が存在する。
なお、HE-100編成は当初2両編成であったが、輸送力増強のため2006年（平成18年）3月18日のダイヤ改正以降、サハ789形を追加した3両編成となった。また、HE-200編成は増結用を兼ねていたが、HE100編成を3両に増強した際、増結用として2両編成のHE-300編成が設定された（後述）。
HE-100編成
基本編成の旭川（八戸・新青森・函館）方に組成される編成で、クロハ789形 + モハ788形 + サハ789形の3両で構成される。
2002年（平成14年）にHE-101編成 - HE-104編成のクロハ789形・モハ788形がそれぞれ4両ずつ (101 - 104) 、2005年（平成17年）にHE-101編成 - HE-104編成のサハ789形が4両 (101 - 104) とHE-105編成の各形式がそれぞれ1両ずつ (105) 、2011年（平成23年）にHE-106編成の各形式がそれぞれ1両ずつ (106) 製造された。
クロハ789形100番台 (Tsc)
運転台をもつ制御車であり、旭川（函館・八戸・新青森）方の先頭車。補助電源装置 (SIV) と電動空気圧縮機 (CP) を搭載する。
客室は1 + 2列配置のグリーン室（15席）と2 + 2列配置の普通室（14席）の合造で、普通室の車端部座席には車椅子対応設備を持つほか、札幌（青森）方に車販準備室・トイレ（車椅子対応 + 男子用）・洗面所を設置する。なお、本形式のみ全ての座席にパソコン用のコンセントが設置されている。
モハ788形100番台 (M1)
中間電動車で、札幌（青森）方に簡易運転台を装備する。パンタグラフと日立製で自然冷却式の主変圧器と主変換装置を搭載する。
客室は普通車（60席）で、旭川（八戸・新青森・函館）方の車端部に喫煙室を設置する。なお、喫煙室は2007年（平成19年）3月18日の全車禁煙化に伴い、フリースペースとなっている。
サハ789形100番台 (T)
編成増強のため2005年（平成17年）に追加製造された中間付随車で、札幌（青森）方に簡易運転台を装備する。
客室は普通車（68席）である。
|                                                   |  |  |
| 左：サハ789 106 中：モハ788 106 右：クロハ789 106 |  |  |

HE-200編成
基本編成の札幌（青森）方に組成される編成で、モハ789形 + モハ788形 + クハ789形の3両で構成される。
各形式とも、2002年（平成14年）に5両 (201 - 205) 、2011年（平成23年）に1両 (206) が製造された。
モハ789形200番台 (M2)
中間電動車で、旭川（八戸・新青森・函館）方に簡易運転台を装備する。日立製の主変換装置を搭載するが、主変圧器は装備せず、電力は隣車のモハ788形200番台から供給される。
客室は普通車（64席）で、旭川（八戸・新青森・函館）方にトイレ（共用）とテレホンカード式の公衆電話を設置する。なお、公衆電話は2009年（平成21年）10月1日をもって使用停止となり、撤去された。
モハ788形200番台 (M3)
中間電動車で、パンタグラフと東芝製で強制冷却式の主変圧器と主変換装置を搭載する。簡易運転台は装備しない。
客室は普通車（68席）である。
クハ789形200番台 (Tc)
運転台をもつ制御車であり、札幌（青森）側の先頭車。補助電源装置 (SIV) と電動空気圧縮機 (CP) を搭載する。
客室は普通車（56席）で、旭川（八戸・新青森・函館）方にトイレ（共用 + 男子用）・洗面所を設置する。
|                                                 |  |  |
| 左：クハ789 204 中：モハ788 204 右：モハ789 204 |  |  |

HE-300編成
2005年（平成17年）に製造された増結用の編成である。モハ788形 + クハ789形の2両で構成され、増結用車両として青森方に連結されていた。両形式とも、301, 302の2両が製造された。なお、増結には785系300番台電車（NE-303編成）も共通で使用された。
モハ788形300番台 (M3)
中間電動車で、パンタグラフと東芝製で自然冷却式の主変圧器と主変換装置を搭載する。
客室は普通車（68席）である。簡易運転台は装備していない。
クハ789形300番台 (Tc)
運転台をもつ制御車であり、青森側の先頭車。補助電源装置 (SIV) と電動空気圧縮機 (CP) を搭載する。
客室は普通車（56席）で、トイレ（共用 + 男子用）・洗面所を設置する。

### 改造・仕様変更（0番台）
札幌圏への転用改造
2017年（平成29年）3月4日ダイヤ改正で特急「ライラック」に転用されるのに合わせ、2016年（平成28年）6月から基本編成を組成するHE-100編成・HE-200編成各6本に順次改造が実施された。
運転台関係では、保安装置が津軽海峡線用のATC-Lから1000番台と同じATS-DNに変更されたほか、抑速ブレーキが必要なくなることからマスコン関係機器の改造が行われた。ブレーキ装置は道央圏で使用する合金鋳鉄制輪子（乙32改F振子）に交換され、それに伴いブレーキテコ比も変更された。また、先頭車両のスカートが加工され、増結時に使用していたジャンパ連結器も撤去されている。
車体に関しては、戸袋戸先にヒーターが増設され、運転台の熱線ガラス電源容量を増加することで耐寒耐雪性が向上した。また、主電動送風機 (MMBM) の雪の吸入量を減少させるために車体側面部に設置されていた主電動機冷却用のルーバーが塞がれ、新たな吸気口が1000番台と同じ車体外妻上部に増設された。
外装については、基本的なカラーリングは変更されていないが、客用扉の塗装境界部に描かれていた津軽海峡の地形図をデザインした帯や、先頭車両の前頭部側面に配されていた"HEAT789"のロゴマーク、さらに各車の妻面に書かれた編成記号や車種の表示が消されている。また、前面表示器が従来の幕式から1000番台と同じフルカラーLED表示に変更された。
内装については大きな改造点はなく、グリーン室もそのまま残されているが、客室内の青函トンネルに関する表記やステッカーが撤去された。
なお、増結用のHE-300番台編成4両については転用計画は示されておらず、函館運輸所で保留車となっていたが、2018年（平成30年）8月2日に苗穂工場へ回送され、2024年（令和6年）12月13日付で廃車。2025年（令和7年）4月にHE-301編成の解体が開始された。
特急「ライラック」用ラッピング
2017年（平成29年）3月4日ダイヤ改正で特急「ライラック」に転用されるのに合わせ、基本番台の基本編成6本にそれぞれ札幌駅 - 旭川駅間や稚内・網走方面の観光素材をデザインしたラッピングが実施された。ラッピングは先頭車両の側面に施され、編成ごとに北海道の観光地や名所、自然、動物、名産をイメージした4種類のイラストが描かれる。各編成とラッピングのテーマは編成表参照。
うち「旭川エリアの観光素材」をラッピングした編成（HE-106編成 + HE-206編成）については、2017年（平成29年）6月上旬から2018年3月下旬まで、旭山動物園開園50周年記念事業ロゴを貼り付け運転された。

### 編成・運用の変遷（0番台）
本系列の全般検査は、札幌市東区（苗穂駅隣接）の苗穂工場が全車を担当する。函館運輸所に所属していた時期は、苗穂工場までの途中区間に非電化区間があるため、ディーゼル機関車に牽引される形で同工場へ回送されていた。
2002年（平成14年）12月1日ダイヤ改正
2002年（平成14年）9月から10月にかけて、2両編成×4本（HE-101 - HE-104編成）と3両編成×5本（HE-201 - HE-205編成）の計23両が落成し、函館運輸所に新製配置された。同年10月9日に函館駅、14日に札幌駅・小樽駅で展示会が開催された後、11月3日と4日に青森駅 - 函館駅間で試乗会が行われた。
2002年（平成14年）12月1日の東北新幹線（盛岡駅 - 八戸駅間）延伸開業に伴い、以下の列車・編成で営業運転を開始した。通常期はHE-100編成とHE-200編成を連結した5両編成、繁忙期は青森方にHE-200編成を増結した8両編成で運転された。増結は必ず青森方に行われ、函館・八戸方のクロハ789形は常に編成の端となった。
- 特急「スーパー白鳥」（八戸駅 - 函館駅間）：4往復

|      | ← 八戸／新青森／函館青森 → | ← 八戸／新青森／函館青森 → | ← 八戸／新青森／函館青森 → | ← 八戸／新青森／函館青森 → | ← 八戸／新青森／函館青森 → | ← 八戸／新青森／函館青森 → | ← 八戸／新青森／函館青森 → | ← 八戸／新青森／函館青森 → |
| 編成 | 基本編成                   | 基本編成                   | 基本編成                   | 基本編成                   | 基本編成                   | 増結編成                   | 増結編成                   | 増結編成                   |
| 編成 | HE-100編成                 | HE-100編成                 | HE-200編成                 | HE-200編成                 | HE-200編成                 | HE-200編成                 | HE-200編成                 | HE-200編成                 |
| 号車 | 1                          | 2                          | 3                          | 4                          | 5                          | 6                          | 7                          | 8                          |
| ---- | -------------------------- | -------------------------- | -------------------------- | -------------------------- | -------------------------- | -------------------------- | -------------------------- | -------------------------- |
| 形式 | クロハ789 -100             | モハ788 -100               | モハ789 -200               | モハ788 -200               | クハ789 -200               | モハ789 -200               | モハ788 -200               | クハ789 -200               |

2006年（平成18年）3月18日ダイヤ改正
同区間を並行して運転する特急「白鳥」（6両編成）と比較して本州区間での混雑が目立ったことと、特急「スーパー白鳥」増発による輸送力増強のため、2005年（平成17年）10月から12月にかけてサハ789形4両 (101 - 104) 、3両編成×1本（HE-105編成）、2両編成×2本（HE-301, HE-302編成）の計11両が追加製造され、函館運輸所に新製配置された。これに伴い、HE-100編成がサハ789形を追加した3両に変更され、通常期はHE-100編成とHE-200編成を連結した6両編成、繁忙期にはHE-300編成を青森方に増結した8両編成で運転されるようになった。ただし、HE-300編成の代用としてHE-100編成からサハ789形を外し、これに HE-200編成を2編成増結した2両 + 3両 + 3両の旧形態の編成で運転されることもあった。
- 特急「スーパー白鳥」（八戸駅・青森駅 - 函館駅間）：6往復
- 特急「つがる」（青森駅→八戸駅間、土曜日を中心に弘前駅始発で延長運転）：6号

|      | ← 八戸／新青森／函館青森 → | ← 八戸／新青森／函館青森 → | ← 八戸／新青森／函館青森 → | ← 八戸／新青森／函館青森 → | ← 八戸／新青森／函館青森 → | ← 八戸／新青森／函館青森 → | ← 八戸／新青森／函館青森 → | ← 八戸／新青森／函館青森 → |
| 編成 | 基本編成                   | 基本編成                   | 基本編成                   | 基本編成                   | 基本編成                   | 基本編成                   | 付属編成                   | 付属編成                   |
| 編成 | HE-100編成                 | HE-100編成                 | HE-100編成                 | HE-200編成                 | HE-200編成                 | HE-200編成                 | HE-300編成                 | HE-300編成                 |
| 号車 | 1                          | 2                          | 3                          | 4                          | 5                          | 6                          | 7                          | 8                          |
| ---- | -------------------------- | -------------------------- | -------------------------- | -------------------------- | -------------------------- | -------------------------- | -------------------------- | -------------------------- |
| 形式 | クロハ789 -100             | モハ788 -100               | サハ789 -100               | モハ789 -200               | モハ788 -200               | クハ789 -200               | モハ788 -300               | クハ789 -300               |

2010年（平成22年）12月4日ダイヤ改正
東北新幹線（八戸駅 - 新青森駅間）延伸開業に伴い、特急「スーパー白鳥」の運転区間が新青森駅・青森駅 - 函館駅間に変更されたほか、特急「つがる」の運転区間変更により本州内のみの運用は消滅した。繁忙期に使用されるHE-300編成については、同ダイヤ改正からは785系300番台（NE-303編成）との共通運用とされた。また、2011年（平成23年）4月20日に6両編成×1本（HE-106編成 + HE-206編成）が増備され、函館運輸所に配置された。
なお、新青森駅では線路容量の関係で長時間停車することが難しいため、回送列車として奥羽本線の津軽新城駅 - 新青森駅間を運転していた。また、特急「スーパー白鳥」の延長運転で弘前駅 - 新青森駅間に入線することがあったほか、試運転では秋田駅へ入線実績がある。
- 特急「スーパー白鳥」（新青森駅・青森駅 - 函館駅間）：8往復

2016年（平成28年）3月26日ダイヤ改正
北海道新幹線の新青森駅 - 新函館北斗駅間開業に伴い、特急「スーパー白鳥」が廃止され、基本番台の定期運用がいったん消滅した。なお、北海道新幹線の開業準備に伴う関連工事の影響で、特急「スーパー白鳥」としての営業運転は同年3月21日が最終日となった。

#### 現在の編成・運用（0番台）
2017年（平成29年）3月4日ダイヤ改正
特急「スーパー白鳥」廃止に伴い、定期運用から離脱した0番台の基本編成は札幌圏へ転用され、2017年（平成29年）度から2018年度にかけて老朽化した785系電車を置き換えることとなった。付属編成の4両（2両編成×2本）は函館運輸所にしばらく留置の後、苗穂工場に移送されるが書類上は函館運輸所のまま転属はなく、2024年12月13日付で廃車となった。
基本編成の36両（6両編成×6本）は2016年（平成28年）8月から2017年（平成29年）4月にかけて札幌運転所へ転属し、2017年（平成29年）3月4日のダイヤ改正から札幌駅 - 旭川駅間の特急「ライラック」に充当されるようになった。なお、789系1000番台や785系とは運用が完全に分離されており、特急「カムイ」・「すずらん」へは通常は充当されないが、車両故障などによる突発的な変更や、新型コロナウイルス感染拡大に伴う利用者減少に対応した計画減便時には「ライラック」に1000番台が、「カムイ」「すずらん」に0番台が充当された事例がある。
「スーパー白鳥」時代と同じく、旭川方のHE-100番台（3両編成）と札幌方のHE-200番台（3両編成）の2ユニットで構成される6両編成で運転される。ただし、HE-100編成とHE-200編成は編成番号下二桁が同番号の編成で固定されている（例：HE-102編成とHE-202編成が連結）。
その他、回送列車として宗谷本線の旭川駅 - 旭川運転所間を走行する。
- 特急「ライラック」（札幌駅 - 旭川駅間）：14往復（1 - 48号）
  - このほか、2017年（平成29年）7月と8月の土休日には、「ライラック」1往復（5・38号）を「ライラック旭山動物園号」として運転した。

#### 編成表
|            | ← 旭川札幌 →    | ← 旭川札幌 → | ← 旭川札幌 → | ← 旭川札幌 → | ← 旭川札幌 → | ← 旭川札幌 → |          |                |
| 編成       | HE-100編成      | HE-100編成   | HE-100編成   | HE-200編成   | HE-200編成   | HE-200編成   |          |                |
| 号車       | 1               | 2            | 3            | 4            | 5            | 6            |          |                |
| ラッピング | クロハ789 (Tsc) | モハ788 (M1) | サハ789 (T)  | モハ789 (M2) | モハ788 (M3) | クハ789 (Tc) | 現行配置 | 転属・処遇日   |
| ---------- | --------------- | ------------ | ------------ | ------------ | ------------ | ------------ | -------- | -------------- |
| オホーツク | 101             | 101          | 101          | 201          | 201          | 201          | 札幌     | 2016年8月25日  |
| 札幌       | 102             | 102          | 102          | 202          | 202          | 202          | 札幌     | 2017年4月27日  |
| 宗谷       | 103             | 103          | 103          | 203          | 203          | 203          | 札幌     | 2016年11月22日 |
| 上川       | 104             | 104          | 104          | 204          | 204          | 204          | 札幌     | 2017年1月14日  |
| 空知       | 105             | 105          | 105          | 205          | 205          | 205          | 札幌     | 2016年9月30日  |
| 旭川       | 106             | 106          | 106          | 206          | 206          | 206          | 札幌     | 2016年6月13日  |
| 増結用     |                 |              |              |              | 301          | 301          | 廃車     | 2024年12月13日 |
| 増結用     |                 |              |              |              | 302          | 302          | 廃車     | 2024年12月13日 |

## 1000番台
1979年（昭和54年）からエル特急「ライラック」などで運用されてきた781系電車を置き換えるため、2007年（平成19年）に川崎重工業で製造された車両である。5両編成×7本（35両）が製造された。

### 製作・増備の経緯（1000番台）
国鉄分割民営化に伴うJR北海道発足後、札幌駅 - 旭川駅間をはじめとする道央の電化区間を走る特急列車は、国鉄時代に導入された781系電車と1990年（平成2年）に導入された785系電車で運転されてきたが、このうち781系の老朽化が進行していた。そこで、781系の置き換えを目的として、789系（基本番台）をベースに製造されたのが本区分である。2007年（平成19年）10月1日ダイヤ改正から札幌駅 - 旭川駅間のエル特急「スーパーカムイ」と新千歳空港駅 - 札幌駅間の快速「エアポート」として営業運転を開始した。その後、2013年（平成25年）11月1日ダイヤ変更からは東室蘭駅 - 札幌駅間のエル特急「すずらん」にも使用されるようになった。2016年（平成28年）3月26日ダイヤ改正に快速「エアポート」の運用から撤退した後、2017年（平成29年）3月4日ダイヤ改正から札幌駅 - 旭川駅間の特急「カムイ」、東室蘭駅 - 札幌駅間の特急「すずらん」として運転を開始した。

### 構造（1000番台）
常時5両の固定編成で運用されることから非貫通構造としたが、保線員の添乗や将来貫通化することの容易化を睨み当初より通路と窓は設置した。また、中間車の簡易運転台も設置されていない。一方で新たに乗務員用の側扉を設け、灯火類の意匠もシャープな形状となった。客用扉は当初より片側2箇所とされた。前面の愛称表示器はフルカラー表示の、側面行先表示器は3色表示のLED式で、号車表示・設備表示は共通運用される785系電車と同様、ピクトグラム表示のステッカーを客用扉付近に貼付する。
外部塗色は785系のカラースキームを継承した。客室窓直下に黒+ ■濃淡バイオレット■+ 萌黄色■の帯を配し、前頭部付近で下方に弧を描くデザインである。前頭部はシルバーメタリック塗装で、正面中央には黒色の帯を縦位置に配する。
普通車のみの編成でありグリーン車は連結されないが、4号車のモハ789形はグレードアップ指定席「uシート」となっており、客室窓を座席と同間隔の小窓としている。化粧室はオストメイト対応の多目的トイレを新たに設ける。車内販売の準備室は設けられず、自動販売機が設置される。なお、自動販売機は2017年（平成29年）3月4日ダイヤ改正で使用停止となった。
電動車の構成は基本番台と異なり、785系や西日本旅客鉄道（JR西日本）の681系電車などと同様の「MTユニット」構成を採用しており、付随車であるサハ788形（3号車）にシングルアーム型パンタグラフと主変圧器を装備し、両隣の電動車モハ789形（2・4号車）に電力を供給する構成となっている。制御方式・台車は基本番台と同一仕様であるが、歯車比と主回路構成を変更し走行性能を維持しつつ編成中の電動車数およびパンタグラフ数を削減している。編成のMT比は2M3Tの構成であるが、3M2T構成の785系と同等の走行性能を有する。

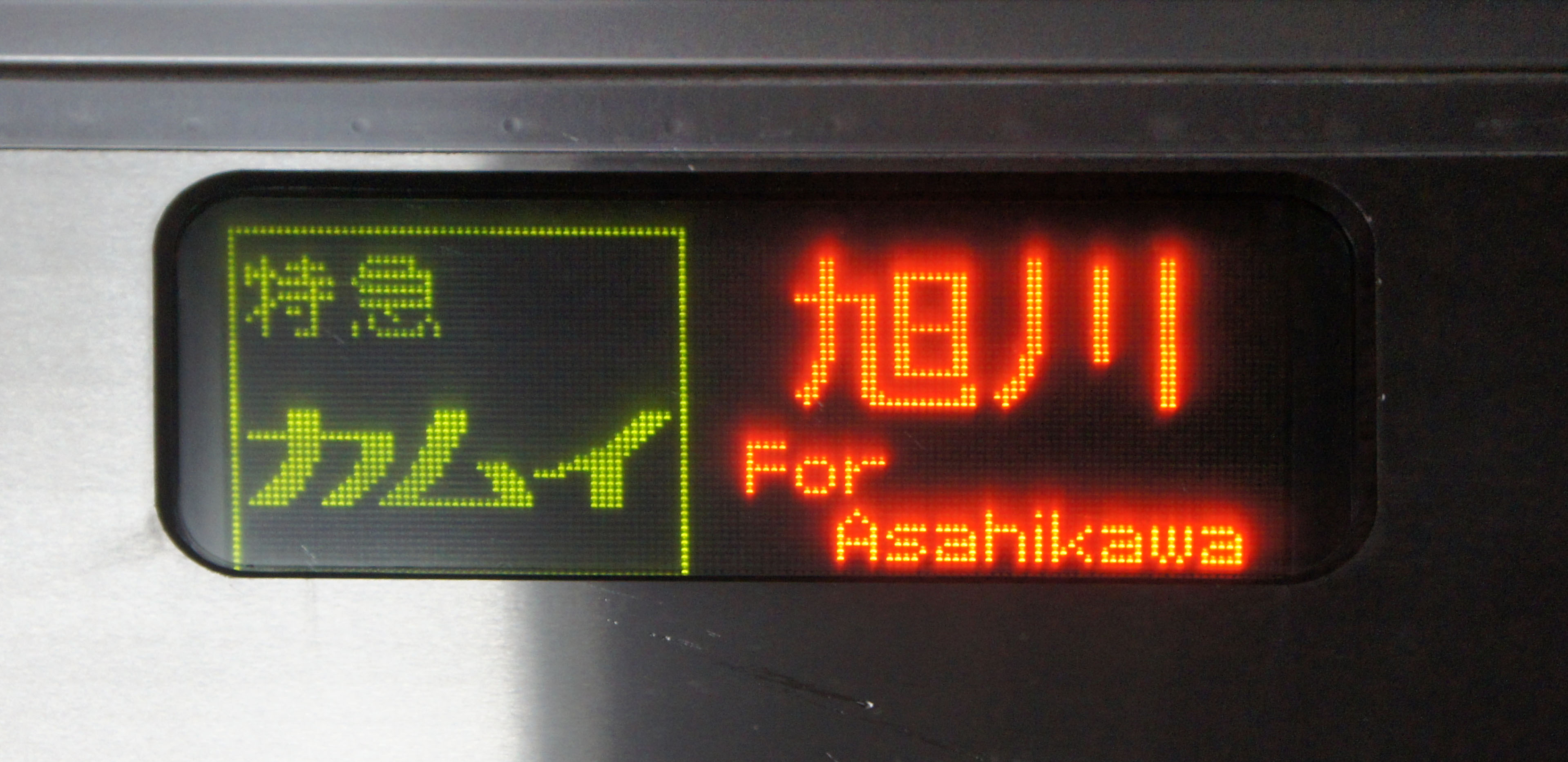
789系1000番台の行先表示器（日本語）（2018年10月28日 / 滝川駅）
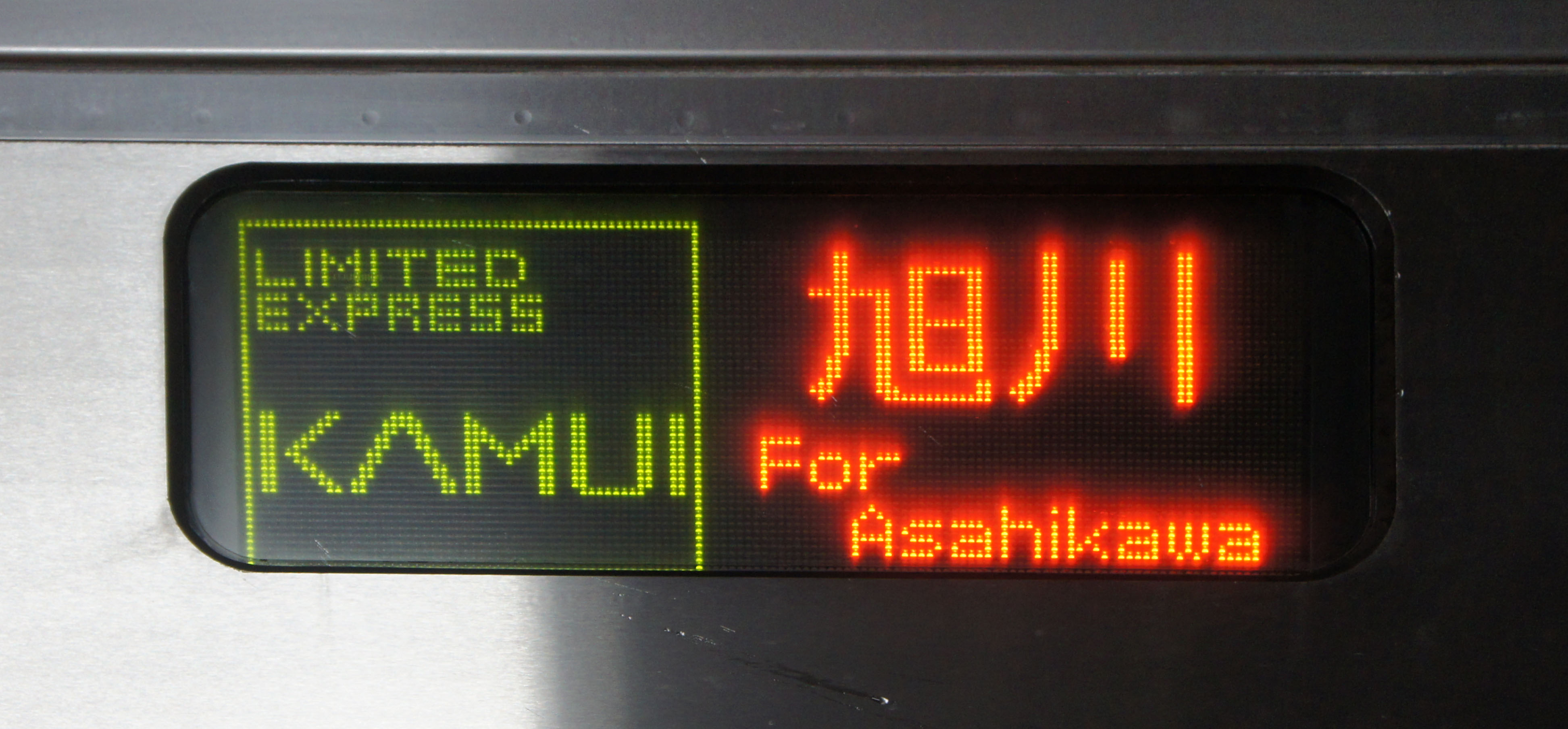
789系1000番台の行先表示器（英語）（2018年10月28日 / 滝川駅）
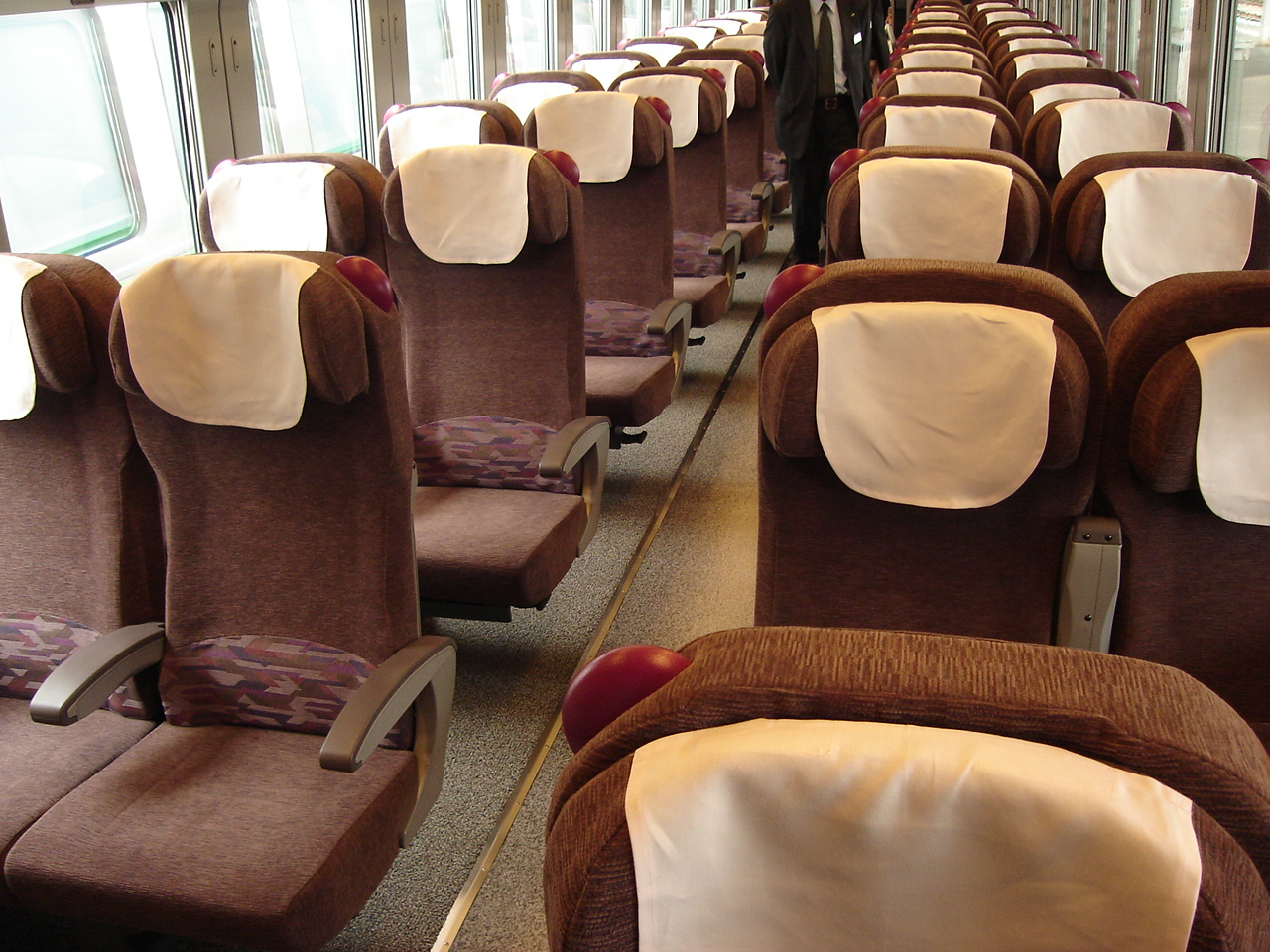
789系1000番台の「uシート」車内装
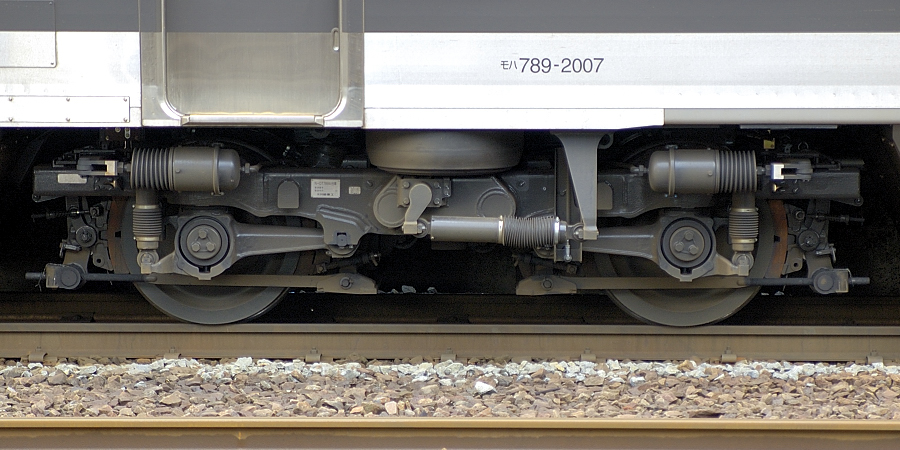
モハ789形2000番台のN-DT789A形台車（2007年10月17日 / 旭川駅）

### 形式解説（1000番台）
編成番号は車両番号に識別記号「HL」( Hokkaido Limited express ) を冠し、「HL-1001」のように表す。全車両が川崎重工業で製造された。
クハ789形
運転台をもつ制御車（先頭車）で、トイレ（共用 + 男子用）・洗面所を設置する。
1000番台 (Tc1)
旭川・室蘭方に組成される普通車（52席）。
2000番台 (Tc2)
札幌方に組成される普通車（50席）で、車椅子対応座席を2席設置する。
|                                                                                                   |  |
| 左：クハ789形2000番台（2007年10月17日 / 旭川駅） 右：クハ789形1000番台（2007年10月17日 / 旭川駅） |  |

モハ789形
主電動機を搭載する中間電動車で、パンタグラフ・主変圧器は装備しない。
1000番台 (M)
普通車（64席）で、自動販売機を設置する。なお、自動販売機は2017年（平成29年）3月4日ダイヤ改正で使用停止となった。
2000番台 (Mu)
「uシート」（49席）とされ、荷物置き場、車椅子対応座席、多目的トイレ（オストメイト・車椅子対応）、車掌室を設置する。
|                                                                                                   |  |
| 左：モハ789形2000番台（2007年10月17日 / 旭川駅） 右：モハ789形1000番台（2007年10月17日 / 旭川駅） |  |

サハ788形1000番台 (TA)
電力供給設備を搭載する付随電源車で、パンタグラフ・主変圧器を装備し、両隣のモハ789形に電力を供給する。
客室は普通車（68席）で、テレホンカード式公衆電話）を設置する。なお、公衆電話は2009年（平成21年）10月1日ダイヤ改正で使用停止となり、撤去された。
|                                      |
| サハ788形（2007年10月17日 / 旭川駅） |

### 運用の変遷（1000番台）
基本番台と同様、全般検査は札幌市東区（苗穂駅隣接）の苗穂工場が全車を担当する。
2007年（平成19年）10月1日ダイヤ改正
2007年（平成19年）2月14日、老朽化した781系電車の置き換えに伴い、789系電車（1000番台）を35両導入すると発表された。年内に5両編成×7本（HL-1001 - HL-1007編成）の計35両が落成し、札幌運転所に新製配置された。同年9月2日に深川駅 - 旭川駅間における試乗会と旭川駅での展示会、9月15日 - 17日に札幌駅での展示会が開催された。
同年10月1日から以下の列車で営業運転を開始。エル特急「スーパーカムイ」と快速「エアポート」は当初から785系電車との共通運用が組まれたが、東室蘭駅 - 札幌駅間のエル特急「すずらん」には原則として785系のみが充当され、789系1000番台は代走や繁忙期の臨時列車等を除き充当されなかった。
- エル特急「スーパーカムイ」（札幌駅 - 旭川駅間）：28往復（1 - 56号）
- 快速「エアポート」（新千歳空港駅 - 札幌駅間）：11往復※エル特急「スーパーカムイ」から直通
- 「ホームライナー」（札幌発手稲行き）◆土曜・休日運休
このほか、回送列車として宗谷本線の旭川駅 - 旭川運転所間を走行する。

|         | ← 旭川／室蘭札幌 → | ← 旭川／室蘭札幌 → | ← 旭川／室蘭札幌 → | ← 旭川／室蘭札幌 → | ← 旭川／室蘭札幌 → |          |                |
| 編成    | HL-1000編成        | HL-1000編成        | HL-1000編成        | HL-1000編成        | HL-1000編成        |          |                |
| 号車    | 1                  | 2                  | 3                  | 4                  | 5                  |          |                |
| 形式    | クハ789 (Tc1)      | モハ789 (M)        | サハ788 (TA)       | モハ789 (Mu)       | クハ789 (Tc2)      | 現行配置 | 転属・処遇日   |
| ------- | ------------------ | ------------------ | ------------------ | ------------------ | ------------------ | -------- | -------------- |
| HL-1001 | 1001               | 1001               | 1001               | 2001               | 2001               | 札幌     |                |
| HL-1002 | 1002               | 1002               | 1002               | 2002               | 2002               | 札幌     |                |
| HL-1003 | 1003               | 1003               | 1003               | 2003               | 2003               | 札幌     |                |
| HL-1004 | 1004               | 1004               | 1004               | 2004               | 2004               | 札幌     |                |
| HL-1005 | 1005               | 1005               | 1005               | 2005               | 2005               | 事故廃車 | 2011年03月24日 |
| HL-1006 | 1006               | 1006               | 1006               | 2006               | 2006               | 札幌     |                |
| HL-1007 | 1007               | 1007               | 1007               | 2007               | 2007               | 札幌     |                |

- ■:uシート車

2008年（平成20年）3月15日ダイヤ改正
快速「エアポート」の直通運転が1往復増発。
- エル特急「スーパーカムイ」（札幌駅 - 旭川駅間）：28往復（1 - 56号）
- 快速「エアポート」（新千歳空港駅 - 札幌駅間）：12往復※エル特急「スーパーカムイ」から直通
- 「ホームライナー」（札幌発手稲行き）◆土曜・休日運休

2010年（平成22年）12月4日ダイヤ改正
高速道路一部無料化の影響による乗客減に伴い、エル特急「スーパーカムイ」が4往復削減。また、785系との共通運用で臨時エル特急「すずらん」82号にも充当されるようになった。
なお、ダイヤ改正前の2010年（平成22年）1月29日に函館本線（深川駅 - 妹背牛駅間）の深川6号踏切（深川市）で、エル特急「スーパーカムイ24号」（HL-1005編成）が大型ダンプカーと衝突。この事故でHL-1005編成は脱線・転覆して、全車両の内外装が大きく損傷した（函館本線踏切事故）。当該編成は事故から1年後の2011年（平成23年）3月24日付ですべて廃車となった。その後、2011年（平成23年）4月時点では1000番台車の代替新造は行われていないが、同年に特急「スーパー白鳥」用の基本番台車6両（HE-106編成+HE-206編成）を増備している。
- エル特急「スーパーカムイ」（札幌駅 - 旭川駅間）：24往復（1 - 48号）
- 快速「エアポート」（新千歳空港駅 - 札幌駅間）：12往復※エル特急「スーパーカムイ」から直通
- 「ホームライナー」（札幌発手稲行き）◆土曜・休日運休
- 臨時エル特急「すずらん」（札幌発東室蘭行き）：上り1本（82号）
- 室蘭本線の普通列車の一部（東室蘭発室蘭行き）：上り1本※臨時エル特急「すずらん」82号から直通

2013年（平成25年）11月1日ダイヤ変更
エル特急「スーパーカムイ」・「すずらん」の最高速度が130 km/hから120 km/hに変更。また、「スーパーカムイ」は1往復（下り13号、上り16号）が削減され、「すずらん」は785系と789系1000番台の共通運用とされた。
- エル特急「スーパーカムイ」（札幌駅 - 旭川駅間）：23往復（1 - 48号）
- 快速「エアポート」（新千歳空港駅 - 札幌駅間）：12往復※エル特急「スーパーカムイ」から直通
- 「ホームライナー」（札幌発手稲行き）◆土曜・休日運休
- エル特急「すずらん」（東室蘭駅 - 札幌駅間）：5往復（1 - 10号）
- 室蘭本線の普通列車の一部（室蘭駅 - 東室蘭駅間）：※エル特急「すずらん」からの直通列車も含む

2014年（平成26年）8月30日ダイヤ改正
前年11月1日の「スーパーカムイ」1往復（下り13号、上り16号）運休に伴う欠番を解消。また、快速「エアポート」の最高速度が130 km/hから120 km/hに変更。
- エル特急「スーパーカムイ」（札幌駅 - 旭川駅間）：23往復（1 - 46号）
- 快速「エアポート」（新千歳空港駅 - 札幌駅間）：12往復※エル特急「スーパーカムイ」から直通
- 「ホームライナー」（札幌発手稲行き）◆土曜・休日運休
- エル特急「すずらん」（東室蘭駅 - 札幌駅間）：5往復（1 - 10号）
- 室蘭本線の普通列車の一部（室蘭駅 - 東室蘭駅間）：※エル特急「すずらん」からの直通列車も含む

2016年（平成28年）3月26日ダイヤ改正
エル特急「スーパーカムイ」と快速「エアポート」の直通運転が廃止。また、廃止された急行「はまなす」の代替として、エル特急「すずらん」が1往復増発された。
- エル特急「スーパーカムイ」（札幌駅 - 旭川駅間）：23往復（1 - 46号）
- 「ホームライナー」（札幌発手稲行き）◆土曜・休日運休
- エル特急「すずらん」（東室蘭駅 - 札幌駅間）：6往復（1 - 12号）
- 室蘭本線の普通列車の一部（室蘭駅 - 東室蘭駅間）：※エル特急「すずらん」からの直通列車も含む

2017年（平成29年）3月4日ダイヤ改正
789系基本番台の札幌地区への転用に伴い、エル特急「スーパーカムイ」が特急「ライラック」・「カムイ」に再編され、このうち1000番台は「カムイ」に充当される。また、エル特急の呼称も廃止された。
この改正では785系が札幌駅 - 旭川駅間の定期運用から撤退したため、特急「カムイ」は789系1000番台の限定運用となったが、特急「すずらん」は従来通り785系と789系1000番台の共通運用となっている。
- 特急「カムイ」（札幌駅 - 旭川駅間）：10往復（1 - 48号）
- 特急「すずらん」（東室蘭駅 - 札幌駅間）：6往復（1 - 12号）
- 室蘭本線の普通列車の一部（室蘭駅 - 東室蘭駅間）：※特急「すずらん」からの直通列車も含む

現在の編成・運用（1000番台）
2024年（令和6年）3月16日ダイヤ改正
特急「すずらん」全車指定席化に伴い以下の通りに変更。特急「すずらん」は引き続き785系との共通運用。
- 特急「カムイ」（札幌駅 - 旭川駅間）：10往復（1 - 48号）
- 特急「すずらん」（室蘭駅 - 東室蘭駅 - 札幌駅間）：6往復（1 - 12号）

## 車歴表
- 製造…川重：川崎重工業
- 配置…札幌：札幌運転所、函館：函館運転所

## 改造歴
- 改造所…札幌：札幌運転所、苗穂：苗穂工場